# Bo-Göran Stenström
Bo-Göran Anders Stenström, född den 20 mars 1922 i Trollhättan, död den 10 maj 1998 i Uppsala, var en svensk jurist.
Stenström avlade studentexamen i Linköping 1940 och juris kandidatexamen vid Uppsala universitet 1946. Efter tingstjänstgöring 1947–1949 blev han fiskal i Göta hovrätt 1950, assessor där 1959 och hovrättsråd i Hovrätten för Övre Norrland 1960. Stenström var tillförordnad revisionssekreterare 1962–1963, tingsdomare i Nyköping 1962–1969, i Kalmar 1969–1974, och lagman i Norrtälje tingsrätt 1974–1987. Han var styrelseledamot och medlem av arbetsutskottet i Sveriges tingsrättsdomare 1964–1973, i Sveriges domareförbund 1973–1977, och ordförande i övervakningsnämnden i Norrtälje 1975–1981. Stenström blev riddare av Nordstjärneorden 1964. Han är gravsatt i minneslunden på Uppsala gamla kyrkogård.